# Farsta gymnasium
Farsta gymnasium var en kommunal gymnasieskola belägen i Farsta i Stockholms kommun, Gymnasiet las ner 2014 och lokalerna används sedan 2016 av Farsta grundskola med Adolf Fredrik musikklasser. 

## Historik
Skolbyggnaden tillkom 1963 och ritades av Lennart Brundin. Den rymde grundskola (högstadium) 1963–1984 och vuxengymnasium 1990–1991. 
1962–1964 var namnet S:t Görans samrealskola och Farsta läroverk och 1964–1966 Farsta läroverk. Gymnasieutbildning från 1963 med studentexamen 1966–1968. Filialklasser till Tekniska gymnasiet II och Stockholms stads handelsgymnasium 1964–1966.

## Verksamhet 2000-talet
Skolan hade cirka 800 elever och erbjöd följande gymnasieprogram:
- Barn- och fritidsprogrammet
- Samhällsvetenskapsprogrammet
- Naturvetenskapsprogrammet
- Handels- och administrationsprogrammet
- Idrottsprogrammet
- Individuella programmet

Farsta gymnasium var också ett idrottsgymnasium där eleverna kunde välja att träna fotboll, handboll, ridsport, basket, orientering, innebandy eller golf ungefär sex timmar i veckan. Skolan hde en utpräglad hälsoprofil med en hälsostudio som förestogs av skolans hälsopedagog där både elever och personal kunde få hjälp med individuellt anpassade träningsprogram.
År 2006 startade ett IT-projekt med trådlöst nätverk i hela skolan samt en bärbar dator per elev och lärare. År 2007 vann Farsta gymnasium Arlas Guldkotävling som Sveriges bästa matglädjeskola.
Från 2009 samverkade lärarna mer systematiskt med temaarbeten, ämnesövergripande samarbeten vilket bland annat resulterade i att elevernas schema bestod av längre lektionspass och inte så många olika kurser och ämnen varje vecka. 
Lärlingsutbildningar för elever på Barn- och fritidsprogrammet och Handels- och administrationsprogrammet fanns också.
Farsta gymnasium gick med 13,9 miljoner kronor i förlust 2013 och lades ned efter vårterminens slut 2014. Kvarvarande elever fortsatte i Midsommarkransen höstterminen 2014.
Efter renovering öppnade skolan 2016 igen med grundskoleklasser. Skolan heter därefter Farsta grundskola med Adolf Fredrik musikklasser.

## Alumni
Elever som gått på Farsta Gymnasium, urval:
- Karin Pettersson, ledarskribent Aftonbladet
- Martin Lidberg, världsmästare i brottning
- Janne Westerlund, ståuppkomiker
- Alex Schulman, författare och poddcastare